# Silnice I/73

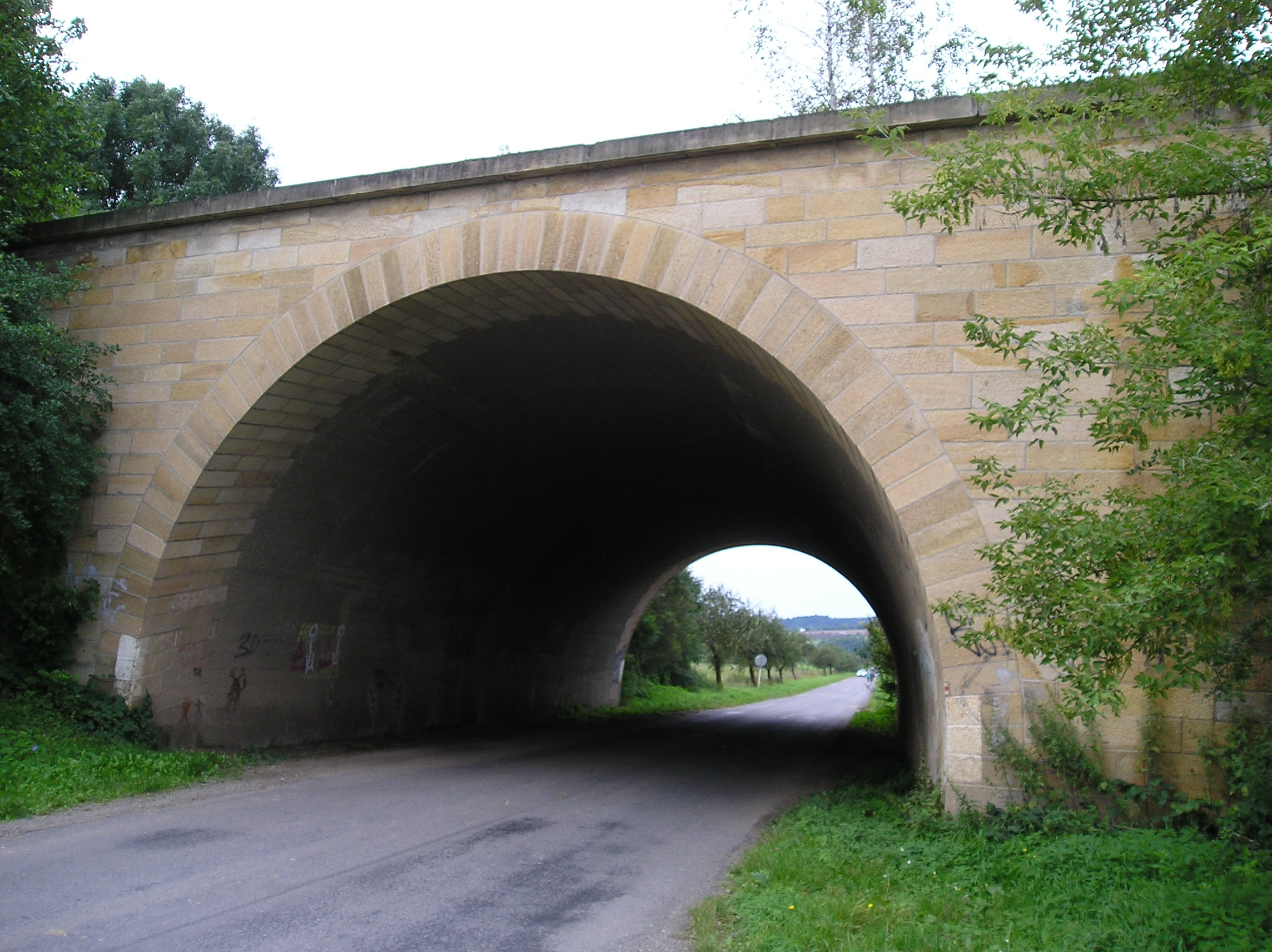
Těleso dálničního mostu u Jevíčka

Silnice I/73 (původně do 31. prosince 2015 rychlostní silnice R43, od 1. ledna 2016 dálnice D43) je plánovaná silnice I. třídy, která má v budoucnu vzniknout mezi dálnicemi D1 a D35 a má propojit města Brno a Moravská Třebová. Nahradila by tak kapacitně nevyhovující silnici I/43. Měla by být postavena prakticky ve stopě někdejší exteritoriální dálnice Vídeň–Vratislav, rozestavěné nacistickým Německem v letech 1939–1942, přičemž by bylo využito realizovaných a zachovalých násypů, zářezů a několika kilometrů u Brna, dokončených v 70. letech 20. století v podobě výpadové komunikace Stará dálnice.

## Historie

### Dálnice
V trase chystané dálnice D43 začala 11. dubna 1939 stavba německá exteritoriální dálnice Vídeň–Vratislav. Územím protektorátu Čechy a Morava měla tato komunikace procházet v délce 65 km, a s jejím zprovozněním se počítalo koncem roku 1940. Území dálnice mělo být pod německou jurisdikcí, na každém výjezdu se měla nacházet celnice. Výstavba se však vlivem událostí druhé světové války zpomalovala, nakonec byla 30. dubna 1942 přerušena a po skončení války již nebyla obnovena. Staveniště bylo opuštěno a došlo k likvidaci různých stavebních zařízení, která na staveništích zůstala. Nedokončená dálnice pak chátrala především z důvodu, že se s její výstavbou již nepočítalo. Rozestavěné úseky původní dálnice začínají na jihu v katastru obce Medlov v okrese Brno-venkov a končí na severu v katastru obce Městečko Trnávka v okrese Svitavy.
Poválečné uspořádání střední Evropy způsobilo, že nebyl zájem na realizaci dálničního tahu mezi Polskem a Rakouskem přes Československo. Ke změně došlo až v roce 1963, kdy stávající silniční síť přestávala zvládat intenzitu automobilové dopravy. Usnesením vlády došlo ke schválení nového plánu budování dálniční sítě včetně dálnice D43 v úseku od Svitav do Brna v délce 72 km, přičemž mělo dojít k částečnému využití trasy původní německé dálnice. Stavba měla být zahájena po roce 1990.

### Rychlostní silnice
Usnesením vlády Československé socialistické republiky v roce 1987 došlo k přeřazení komunikace do kategorie rychlostních silnic R43. Vláda České republiky následně v roce 1993 v bodě věnovaném problematice dálnic a čtyřpruhových silnic pro motorová vozidla schválila výstavbu úseku z Brna do Svitávky do roku 2005. O tři roky později došlo k aktualizaci plánu a schválen byl úsek z Brna jen do Kuřimi, ostatní úseky měly vzniknout až po roce 2005. K další významné změně došlo v roce 1999, kdy bylo rozhodnuto, že finální trasování úseku z Brna do Moravské Třebové bude možné schválit až po odsouhlasení územního plánu velkého územního celku Brněnské sídelní a regionální aglomerace. Další vládní usnesení z roku 2005 stanovilo, že část silnice lze stavět v souladu se schválenými územními plány obcí.
V roce 2010 byla vypracována vyhledávací studie s cílem zjistit, jaké trasování silnice je nejvýhodnější – studie potvrdila, že původní návrh je nejvhodnější.

### Znovu dálnice
Od 1. ledna 2016 byla v rámci koncepce tzv. Nového pojetí dálniční sítě rychlostní silnice R43 přeřazena zpátky mezi dálnice. Informační leták Ředitelství silnic a dálnic z konce roku 2020 byl ale poslední, kde byla komunikace označena jako D43.

### Silnice I. třídy
Nově začala být označována jako silnice první třídy I/43, později jako I/73, aby nedocházelo k záměně se současnou silnicí I/43.
Centrální komise ministerstva dopravy v roce 2021 schválila aktualizaci technicko-ekonomické studie s variantou vystřídaného třípruhu v úseku Svitávka – Borušov (u Moravské Třebové). Senátorka Jaromíra Vítková (KDU-ČSL) prosazovala u ministerstva i u ŘSD přehodnocení z kategorie třípruhové na čtyřpruhovou. Ministr dopravy Martin Kupka jí v srpnu 2022 vyhověl tím, že vetoval rozhodnutí své centrální komise a nařídil ŘSD přípravu verze se čtyřmi pruhy. Ministr své rozhodnutí zdůvodnil očekávaným nárůstem tranzitní dopravy po zprovoznění polské rychlostní silnice S8. Silnice I/73 má odlehčit stávající silnici I/43, která není kapacitní. Podle dosavadních plánů se však silnice I/73 má u Svitav napojit na silnici I/43. Plány ŘSD na pokračování silnice I/73 jižně od Brna narážejí na velký odpor. Plán na rozšíření silnice I/73 na čtyřpruhovou podpořila i Policie ČR, hejtman Jihomoravského kraje a generální ředitel ŘSD. V srpnu 2022 počítal plán se zahájením stavby nejdříve v roce 2028.

## Spory ohledně trasování
V květnu 2006 předali zástupci občanských sdružení protestujících proti výstavbě R43 v trase přes brněnské městské části Brno-Bystrc a Brno-Kníničky, a kolem Brněnské přehrady petici s více než 35 000 podpisy předsedovi Senátu Přemyslu Sobotkovi; jednalo se o dosud největší petiční akci proti jedné stavbě v České republice. Předáním petice vyvrcholily protestní aktivity proti trase R43 prosazované brněnským magistrátem i jihomoravským krajským úřadem.
Dne 22. června 2007 se uskutečnilo v Dolních Dunajovicích pracovní jednání občanských iniciativ Jihomoravského kraje a Dolního Rakouska ve věci plánování dopravních komunikací R43 a R52 v regionu. Účastníci přijali memorandum, jež je mezinárodním apelem proti negativním jevům, se kterými se musí veřejnost při veřejných projednáních při přípravě výstavby dálnic potýkat.
Nejvyšší správní soud zrušil 27. května 2010 část územního plánu Brna, která obsahovala trasu rychlostní silnice R43 přes městskou část Bystrc, neboť trasa se do plánu dostala neoprávněně. Tento verdikt pak v září 2010 potvrdil i Ústavní soud.
Územní studie, kterou si nechal v roce 2018 vypracovat Jihomoravský kraj jako podklad pro připravovanou aktualizaci zásad územního rozvoje, doporučila vést dálnici D43 v bystrcké variantě a uvedla, že je vhodné zvážit kategorii komunikace v nejbližším okolí Brna, která by nemusela být přímo dálnicí, ale kapacitní čtyřpruhovou silnicí I. třídy s mimoúrovňovými křižovatkami.

## Přehled úseků
| Číslo | Název                  | Délka   | Kategorie | Zahájení výstavby | Uvedení do provozu | Křižovatky                                                                 |
| ----- | ---------------------- | ------- | --------- | ----------------- | ------------------ | -------------------------------------------------------------------------- |
| B4    | Troubsko – Bořitov     | 33,3 km | S26,0/130 | plánováno 2030    | plánováno 2034     | Troubsko Žebětín Bystrc-jih Bystrc-sever Rozdrojovice Knínice Čebín Lysice |
| B6    | Bořitov – Svitávka     | 8,3 km  | S26,0/130 | plánováno 2027    | plánováno 2030     | Skalice nad Svitavou Svitávka                                              |
| E10   | Svitávka – Staré Město | 36,8 km | S26,0/130 | plánováno 2029    | plánováno 2033     | Vanovice Velké Opatovice Městečko Trnávka Borušov                          |